# Phanerotoma syedi
Phanerotoma syedi är en stekelart som beskrevs av S. Ahmad och Shuja-uddin 2004. Phanerotoma syedi ingår i släktet Phanerotoma och familjen bracksteklar. Inga underarter finns listade i Catalogue of Life.